# Hydrocotyle urbaniana
Hydrocotyle urbaniana là một loài thực vật có hoa trong Họ Cuồng. Loài này được H. Wolff mô tả khoa học đầu tiên năm 1908.